# 広中杯
広中杯は、中学生を対象とする日本の数学のコンテストである。2000年より原則年1回開催されている。

## 概要
広中杯は、日本人として2人目のフィールズ賞受賞者であり算数オリンピック委員会会長でもある京都大学名誉教授の広中平祐にちなんで始まった、数学の能力を競う大会である。
中学3年生以下を対象とする広中杯と中学1、2年生のみを対象とするジュニア広中杯（2004年開始）に分かれている。

### トライアル地区大会
算数オリンピック委員会の指定する全国の会場で、6月に開催される。

### ファイナル（決勝）大会
東京・大阪・福岡の会場で、7月に開催される。
また、表彰式は、入賞者（6〜7位まで）を対象にして、東京・代々木の国立オリンピック記念青少年総合センターで、8月に開催される。入賞者には国際数学オリンピックの代表選手が多数おり、国際数学オリンピックで3年連続金メダルを獲得した副島真は広中杯でも2度金メダルを獲得している。
2020年は新型コロナウイルスの関係で、トライアルのみとなった。
また、2021年3月にはweb広中杯が開催された。